# マトア
マトア (Matoa) またはタウン (Taun) は、ムクロジ科の常緑高木。和名はバンリュウガン（蕃竜眼）。高さは高いもので15mを超える。葉は偶数羽状複葉で小葉は4～9対の披針形鋭尖頭。白色の小さな花をつけ、2-5cmの果実には半透明の白い果肉が入り甘味が強く多汁で生食用。種子は焼食用。樹皮は薬用。
フィリピン原産と言われ、インドネシア、パプアニューギニア、ソロモン諸島などの東南アジアから南太平洋に分布する。花はインドネシア西イリアンジャヤ州の州花。
別名はソロモンマホガニー。分類学的には高級木材として知られるマホガニー（センダン科）とは全く異なるが、比較的安価なこと、加工性に優れ腐食や磨耗に強いことや、木目や色調が似ていることなどより、マホガニーの代替材として住宅や家具に用いられる。